# طفرة المواليد
طفل طفرة المواليد (في منطقة تأثير الحرب العالمية الثانية حصرا) وهو ترجمة لمصطلح Baby boomers وتعني الطفل الذي ولد أثناء الفترة الديموغرافية لـ طفرة المواليد بعد الحرب العالمية الثانية بين عامي 1946 و1964، وذلك وفقًا لما أشار إليه مكتب تعداد الولايات المتحدة. ويستخدم مصطلح «طفل طفرة المواليد» في السياق الثقافي. وبالتالي، من المستحيل الوصول إلى إجماع عام حول التعريف الدقيق لهذا المصطلح، حتى لو في إقليم محدد. فقد تمتلك المجموعات والمنظمات والأفراد والعلماء المختلفين آراء مختلفة للغاية حول ماهية طفل طفرة المواليد، من الناحية الفنية والثقافية على حد سواء. وتعد نسبة سمات عامة لجيل واسع النطاق أمرًا صعبًا، ويعتقد بعض المراقبين أن ذلك مستحيل بطبيعة الحال. وبغض النظر عن ذلك، حاول العديد من الأشخاص تحديد التشابهات الثقافية واسعة النطاق والتأثير التاريخي للجيل، وبالتالي فإن هذا المصطلح قد حظي باستخدام شائع ومنتشر.

معدل المواليد في الولايات المتحدة (عدد المواليد لكل 100 نسمة). القطاع أحمر اللون للفترة من 1946 إلى 1964 هي فترة طفرة المواليد بعد الحرب.

ويرتبط أطفال طفرة المواليد برفض أو إعادة تعريف القيم التقليدية، ومع ذلك، فإن العديد من المعلقين قد تنازعوا على مدى هذا الرفض، حيث أشاروا إلى الاستمرارية المنتشرة للقيم بين الأجيال القديمة والحديثة. وفي أوروبا وأمريكا الشمالية، فإن الأطفال المولودين في فترة طفرة المواليد يقترنون بشكل كبير بالامتيازات، حيث نما العديد منهم في وقت الإعانات الحكومية المنتشرة للغاية فيما يتعلق بالإسكان والتعليم بعد فترة الحرب، بالإضافة إلى الغنى المتزايد.
وكمجموعة، كانوا يمثلون الجيل الأغنى والأكثر نشاطًا والأكثر ملاءمة من الناحية البدنية حتى هذا الوقت، وكانوا من بين أول مجموعة تنمو في ظل توقع تحسن العالم مع مرور الوقت. كما أنهم يمثلون الجيل الذي حصل على أعلى مستويات الدخل، وبالتالي، يمكنهم جني امتيازات الوفرة التي تم تحقيقها في الطعام والملابس وبرامج التقاعد، وفي بعض الأحيان كذلك منتجات «أزمة منتصف العمر».
ومن بين ميزات الأطفال المولودين في فترة طفرة المواليد أنهم يميلون إلى التفكير في أنفسهم على أنهم جيل خاص، ويختلف تمامًا عن تلك الأجيال التي أتت من قبلهم. وفي الستينيات من القرن العشرين، عندما أصبح عدد كبير من هؤلاء الصغار مراهقين وبالغين من الشباب، قاموا، هم ومن حولهم، بخلق بلاغة خاصة للغاية حول هذه المجموعة، والتغيير الذي يمكنهم إحداثه. لقد كان لهذه البلاغة تأثير كبير في التصورات الذاتية للأطفال المولودين في فترة طفرة المواليد، بالإضافة إلى الميل إلى تعريف العالم فيما يتعلق بالأجيال، وهو ما كان ظاهرة حديثة نسبيًا.
وقد تم وصف طفرة المواليد بشكل متنوع على أنها «موجة الصدمة» وعلى أنها «الخنزير في صورة ثعبان البيثون.» ومن خلال القوة المطلقة لأعدادها، كان الأطفال المولودين في فترة طفرة المواليد يمثلون عددًا ضخمًا أعاد صياغة المجتمع أثناء مرورهم بها.
وقد تم استخدام المصطلح جيل جونز في بعض الأحيان لتمييز أولئك المولودين في فترة 1954 وما بعد ذلك، وذلك عن الأطفال المولودين في فترة طفرة المواليد البدائية.

## التعريف
تم استخدام المصطلح طفرة المواليد منذ أواخر القرن العشرين للإشارة إلى الزيادة المؤقتة الملحوظة في معدل المواليد. وحسب قاموس أكسفورد للغة الإنجليزية، فإن أول استخدام مسجل لمصطلح "طفرة المواليد "baby boomer" كان في عام 1970 في مقال في صحيفة واشنطن بوست.
وقد حدد العديد من المؤلفين فترة طفرة المواليد بشكل مختلف. وقد أشار مكتب تعداد الولايات المتحدة إلى أن الأطفال المولودين في فترة طفرة المواليد هم الأشخاص الذين ولدوا في فترة طفرة المواليد فيما بين عامي 1946 و1964. وقد عرف لاندون جونز، في كتابه Great Expectations: America and the Baby Boom Generation (توقعات كبرى: أمريكا وجيل فترة طفرة المواليد) (1980)، فترة جيل طفرة المواليد على أنها تمتد من عام 1943 وحتى عام 1960، وذلك عندما زاد تعداد المواليد السنوي إلى أكثر من 4000000. وقد عرَّف الكاتبان ويليام استراوس ونايل هوي، المشهورين بنظرية الأجيال الخاصة بهما، الجيل الاجتماعي للأطفال المولودين في فترة طفرة المواليد على أنهم الأفواج التي ولدت في الفترة بين 1943 وحتى 1960، والذين كانوا صغارًا للغاية لدرجة أنهم لم يتذكروا الحرب العالمية الثانية بشكل شخصي، ولكنهم كانوا كبارًا بما يكفي لتذكر طفرة المواليد الأمريكية التي حدثت بعد الحرب العالمية.
ويمكن تقسيم هذا الجيل إلى أفواج معرفة بشكل واسع النطاق. فالأطفال الرواد المولودون في فترة طفرة المواليد هم الأفراد الذين وُلدوا في الفترة بين 1946 و1955، أولئك الذين كانت أعمارهم تقترب من عمر حرب فيتنام. وتمثل هذه المجموعة إلى حد ما أكثر من نصف الجيل، أو تقريبًا 38002000 شخص من كل الأجناس. أما النصف الثاني من هذا الجيل فقد وُلد في الفترة بين 1956 و1964. وقد أطلق عليه اسم «الأطفال المتأخرون أو التابعون المولودون في فترة طفرة المواليد»، وهذا الفوج الثاني يشتمل على حوالي 37818000 شخص، حسب إحصاءات المواليد الأحياء حسب العمر والأم والجنس، في الفترة بين 1933 و1998، والذي نشره المركز القومي لإحصاءات الصحة التابع لمركز السيطرة على الأمراض.
وقد شجعت المعركة المستمرة حول «ملكية الأجيال» العديد من المخضرمين في مجال التسويق والمعلقين الثقافيين من أجل صياغة و/أو تعزيز فرقهم الخاصة بالأقسام الفرعية لجيل الأطفال المولودين في فترة طفرة المواليد. وتشتمل تلك الألقاب على «الأطفال الذهبيين المولودين في فترة طفرة المواليد» و«جيل جونز» و«أطفال ألفا المولودين في فترة طفرة المواليد» و«المترفين» و«المركزيين» و«البارزين». وغالبًا ما يشعر دعاة هذه «القطاعات الثقافية» بالحماسة والمبالغة فيما يتعلق بمحاولاتهم لإعادة تعريف الحدود بين الأجيال، حيث يدعون في الغالب التبني العام، وفي بعض الأحوال تطوير جداول أعمال ذاتية التطوير.
في أونتاريو، بكندا، جاءت إحدى محاولات تعريف الطفرة على يد ديفيد فوت، وهو مؤلف كتاب Boom, Bust and Echo: Profiting from the Demographic Shift in the 21st century (الازدهار والإخفاق والصدى: الاستفادة من التحول الاقتصادي في القرن الحادي والعشرين)، والذي تم نشره في عام 1997 وعام 2000. وهو يعرف الأطفال المولودين في فترة طفرة المواليد في كندا على أنهم الأشخاص الذين ولدوا في الفترة بين 1947 وحتى 1966، ثم في السنوات التي شهدت ميلاد أكثر من 400 ألف طفل. ومع ذلك، فإنه يقر بأن هذا التعريف هو تعريف إحصائي سكاني، وأنه قد لا يكون حاسمًا من الناحية الثقافية.
ويقول دوغ أورام إن الطفرة الكندية حدثت من عام 1943 وحتى عام 1960، إلا أن هؤلاء الأطفال المولودين في فترة طفرة المواليد من الناحية الثقافية (في كل مكان) قد ولدوا بين سنوات الحرب الأخيرة وحوالي عامي 1955 و1956. وقد ذكر أن أولئك الذين ولدوا في السنوات التي سبقت الطفرة الفعلية كانوا الأكثر تأثيرًا بين الأطفال الذين ولدوا في فترة طفرة المواليد، على سبيل المثال، البيتلز وبوب ديلان وذا رولينغ ستونز والكتاب مثل جاك كيروك وآلين جينسبيرج، الذين كانوا أكبر بكثير من جيل طفرة المواليد. ويمكن أن يشعر أولئك الذين ولدوا في الستينيات من القرن العشرين بالانفصال عن المعرفات الثقافية للأطفال الأوائل الذين ولدوا في فترة طفرة المواليد.
ويقول برنارد سالت إن طفرة مواليد الأطفال الأستراليين كانت في الفترة بين 1943 و1960.
من بين التعريفات الأخرى لطفرة مواليد الأطفال الحقبة التي تبعت الحرب العالمية الثانية، والتي تقع في الفترة بين 1946 و1955.

## الخصائص

### الحجم والتأثير الاقتصادي
ولد ستة وسبعون مليون طفل أمريكي في الفترة بين 1945 و1964، وهم يمثلون فوجًا هامًا فيما يتعلق بالحجم فقط. وفي عام 2004، مثل الأطفال المولودين في فترة طفرة المواليد في المملكة المتحدة 80% من ثروات المملكة المتحدة، وقاموا بشراء 80% من أفضل أنواع السيارات، وشاركوا في 80% من الرحلات النيلية، و50% من منتجات العناية بالبشرة.
وبالإضافة إلى الحجم والمجموعة، فقد اقترح ستيف جيلون أن هناك شيءًا واحدًا يميز الأطفال الذين ولدوا في فترة طفرة المواليد عن مجموعات الأجيال الأخرى ألا وهو حقيقة أن «تقريبًا منذ ذلك الوقت الذي أدركنا فيه الأطفال الذين ولدوا في فترة طفرة المواليد، تم فحصهم وتحليلهم وتشريحهم من قبل المسوقين، الذين قاموا بتقوية الشعور بالتميز المتعلق بالأجيال.» وهذا الأمر مدعوم بمقالات أواخر الأربعينيات من القرن العشرين، حيث يميز الزيادة في أعداد الأطفال في شكل طفرة اقتصادية، مثل المقال الذي نشر في النيوزويك في عام 1948، الذي كان عنوانه "Babies Mean Business" (مزيد من الأطفال يعني مزيد من العمل)، أو المقال الذي نشر في مجلة التايم في عام 1948.
وتقترح نظرية الموجة العمرية حدوث تباطؤ اقتصادي عندما بدأ الأطفال الذين وُلدوا في فترة الطفرة في التقاعد في الفترة بين عامي 2007 و2009. وتقترح توقعات التقدم في العمر في قوة العمل الأمريكية أنه بحلول عام 2020، سيكون عمر 25% من الموظفين على الأقل 55 عامًا.
ويسيطر الأطفال المولودون في فترة الطفرة على ما يزيد عن 80% من الأصول المالية الشخصية وأكثر من نصف إنفاق العملاء. وهم يشترون 77% من كل أدوية الوصفات الطبية المبيعة، و61% من الأدوية فوق الطاولة (التي تُباع بدون وصفات طبية)، بالإضافة إلى سيطرتهم على 80% من كل الرحلات الترفيهية.
وقد اكتشف استطلاع رأي أن حوالي نصف الأطفال المولودين في فترة طفرة المواليد في الولايات المتحدة ذكروا أنهم يفضلون التنازل عن إرثهم وإعطاءه للجمعيات الخيرية بدلاً من تمريره إلى أطفالهم.

### الهوية الثقافية
نشأ المولودون بعد فترة طفرة المواليد في وقت حدث فيه تغيير اجتماعي دراماتيكي. ففي الولايات المتحدة، ميز هذا التغيير الاجتماعي الجيل الذي يتميز بانشقاق ثقافي قوي، بين مؤيدي التغيير الاجتماعي وغيرهم من الأشخاص الأكثر تحفظًا. ويؤمن بعض المحللين أن هذا الانشقاق قد انتهى منذ وقت حرب فيتنام حتى منتصف عام 2000، وهو ما يحدد نوعًا ما النطاق والتقسيم السياسي في الدولة.
في عام 1993، قامت مجلة التايم بعمل تقرير حول الانتماءات الدينية للأطفال المولودين في فترة طفرة المواليد. والمقالات، التي كانت نقلاً عن واد كلارك رووف، وهو عالم في مجال علم النفس في جامعة كاليفورنيا في سانتا باربارا، ذكرت أن حوالي 42% من الأطفال الذين ولدوا في فترة طفرة المواليد لم يلتحقوا بديانات رسمية، في حين أن ثلثهم لم يبتعدوا عن الكنيسة، وربعهم كانوا يعودون إلى ممارسة الشعائر الدينية. وقد كان أطفال طفرة المواليد «في الغالب يتعلقون بالتقاليد وأقل اعتمادية على أعضاء الكنيسة من الموالين. و أنهم كانوا كذلك أكثر تحررًا، مما يعمق من الخلافات حول أمور مثل الإجهاض والمثلية الجنسية».
وعلى سبيل المزاح، يقال أن الأطفال الذين وُلدوا في فترة طفرة المواليد، أيًا كان العمر الذي ولدوا فيه، فإن أعمارهم تتشابه في مختلف أرجاء العالم، وبالتالي، فإن بريطانيا كانت تعاني من جنون البيتلز (كناية عن انفعال وحماسة عشاق موسيقى فرقة البيتلز في بداية ستينيات القرن الماضي)، في حين أن الأشخاص في الولايات المتحدة كانوا يتوجهون إلى وودستوك أو ينظمون الأحداث ضد حرب فيتنام أو يقاتلون ويموتون في نفس تلك الحرب، أما الأطفال الذين ولدوا في فترة طفرة المواليد في إيطاليا فكانوا يرتدون ملابس وزارة الدفاع «ويشترون الكولا العالمية»، في حين أن الأطفال الذين ولدوا في فترة طفرة المواليد في الهند كانوا يبحثون عن اكتشافات فلسفية جديدة، وقد عثر الأطفال الأمريكيون الذين ولدوا في فترة طفرة المواليد والذين يعيشون في كندا على موطن جديد وهربوا من التجنيد الإجباري، أما الأطفال الذين ولدوا في فترة طفرة المواليد في كندا فكانوا ينظمون الدعم من أجل رئيس الوزراء الكندي السابق بيير ترودو. وبسبب هذه التجارب على وجه التحديد، يعتقد العديد أن أولئك الذين ولدوا في النصف الثاني من طفرة المواليد ينتمون إلى جيل جديد، حيث أن الأحداث التي تحدد الانتقال من الطفولة إلى البلوغ بالنسبة لهم لا تتشارك إلا في أقل القليل مع الأطفال الرواد الذين ولدوا في طفرة المواليد التالية أو الرئيسية.
وقد اكتشف الأطفال الذين ولدوا في طفرة المواليد أن الموسيقى الخاصة بهم، وأهمها روك أند رول، كانت تعبيرًا آخر عن هويتهم فيما يتعلق بالأجيال. وكانت أجهزة الراديو الترانزستور أجهزة شخصية سمحت للمراهقين بالاستماع إلى فرقتي ذا بيتلز وذا موتاون ساوند.
وفي الغرب، شكل الأطفال الذين ولدوا في فترة طفرة المواليد أول الأجيال التي تنمو مع التلفاز، ومن عروض التلفاز الشهيرة في عصر الأطفال الذين ولدوا في فترة طفرة المواليد The Brady Bunch وGilligan's Island وThe Twilight Zone The Twilight Zone وThe Ed Sullivan Show وHappy Days.
وفي الدراسة التي تدور حول مجموعات الأجيال الأمريكية والتي أجريت في عام 1985 على يد شومان وسكوت، تم طرح السؤال «ما أهم الأحداث العالمية خلال الخمسين عامًا الماضية التي كانت تمثل أهمية خاصة لهم؟» على عينة كبيرة من البالغين وبالنسبة للأطفال الذين ولدوا في فترة طفرة المواليد، كانت النتائج كما يلي:
- فوج الأطفال الذين وُلدوا في فترة طفرة المواليد رقم واحد (المواليد من 1946 إلى 1955)، الفوج الذي جسد التغيير الثقافي للستينيات
  - أحداث لا تنسى: أزمة صواريخ كوبا، واغتيال جون إف كينيدي وروبرت كينيدي ومارتن لوثر كنج الابن، والاضطرابات السياسية، والسير على القمر، وخطر الانغماس في حرب فيتنام، والاحتجاجات المعارضة للحرب، والتجارب الاجتماعية، والحرية الجنسية، وتجارب الأدوية، وحركة الحقوق المدنية، وحركة البيئة]، وحركة النساء والاحتجاجات وأعمال الشغب في وودستوك.
  - السمات الرئيسية: التجريب، الفردية، الحرية، التوجه نحو الأهداف العامة
  - الأعضاء الرئيسيون: رئيس الوزراء البريطاني الأسبق توني بلير ورئيس الولايات المتحدة الأمريكية الأسبق جورج دبليو بوش
- فوج الأطفال الذين ولدوا في طفرة المواليد رقم اثنين (المولودون في الفترة بين 1956 و1964)
  - أحداث لا تنسى: فضيحة ووترجيت، واستقالة نيكسون، والحرب الباردة، وتقليل عمر شرب الكحوليات في العديد من الولايات 1970–1976 (تلتها الزيادة)، وأزمة النفط، والتضخم العنيف، ونقص البنزين، وفرض جيمي كرتر تسجيل مشروع القانون، ورونالد ريجان، وفرقة لايف إيد الموسيقية.
  - السمات الرئيسية: التفاؤل بشكل أقل، انعدام الثقة في الحكومة، السخرية العامة.

## مشكلات تقدم العمر ونهاية الحياة
منذ عام 1998، ظهر أن الأطفال الذين ولدوا في فترة الطفرة، كجيل، يميلون إلى تجنب النقاشات والتخطيط لموتهم وتجنب الكثير من التخطيط على المدى البعيد. ومع ذلك، وبدءًا من ذلك العام، وهو وقت مبكر، كان هناك حوار متنامٍ حول كيفية إدارة مشكلات التقدم في العمر ونهاية الحياة مع تقدم هذا الجيل في العمر. وعلى وجه الخصوص، قال بعض المعلقين إن الأطفال المولودين في فترة طفرة المواليد يعيشون في حالة من الرفض فيما يتعلق بتقدمهم في العمر وموتهم، وأنهم يضعون عبئًا اقتصاديًا لا مبرر له على أطفالهم عند الإحالة إلى المعاش والحصول على الرعاية. وحسب استطلاعات رأي أسوشيتد برس وموقع LifeGoesStrong.com في عام 2011:
- فقد 60% من قيمة الاستثمارات بسبب الأزمة الاقتصادية
- 42% يتأخرون في الإحالة إلى التقاعد
- 15% يدعون أنهم لن يحالوا للتقاعد مطلقًا (مازالوا يعملون حاليًا)[31][32]

في عام 2013، وصل أكبر الأطفال الذين ولدوا في فترة طفرة المواليد (أولئك الذين ولدوا في عام 1946) إلى عمر التقاعد التشريعي في الولايات المتحدة (67 عامًا).

## التأثير على التاريخ والثقافة
من بين المؤشرات التي تشير إلى أهمية تأثير الأطفال المولودين في فترة طفرة المواليد كان اختيار جيل الأطفال المولودين في فترة طفرة المواليد من قبل مجلة التايم على أنهم «شخصيات العام» في عام 1966. وكما يوضح كلير رينيه في كتابه Beyond Generation X (ما وراء جيل إكس)، «لم يحدث من قبل في التاريخ أن تم تعظيم مثالية الشباب كما حدث في تلك اللحظة». وعندما وصل الجيل إكس، كان لديه الكثير ليتعايش معه في رأي هذا الكاتب.
وغالبًا ما يقترن الأطفال الذين ولدوا في فترة طفرة المواليد بـ الثقافة المضادة وحركة الحقوق المدنية والقضية النسوية في السبعينيات من القرن العشرين.

## وصلات خارجية
- Baby Boomers على مشروع الدليل المفتوح